# Sammy Monsels
Samuel „Sammy“ Monsels (* 2. August 1953) ist ein ehemaliger surinamischer Sprinter. Er trat bei den Olympischen Spielen 1972 in München und den Olympischen Spielen 1976 in Montreal an. Er ist der Bruder von Sprinter Eddy Monsels und arbeitet als Leichtathletiktrainer.

## Karriere
Monsels wuchs in Suriname auf, wo er die Meer Uitgebreid Lager Onderwijs (Mulo) absolvierte. 1971 kam er in die Niederlande um in den Kingdom Games anzutreten und blieb danach in den Niederlanden, wo er eine Ausbildung als technical specialist machte. In Paramaribo war Monsels Mitglied des Sportvereins Gazelle Athletics Association gewesen.
1971 wurde Monsels surinamischer Meister über 100 und 200 Meter, sowohl bei den Senioren (11,0 und 22,3 s) als auch bei den Juniorenebene (11,0 und 22,5 s).

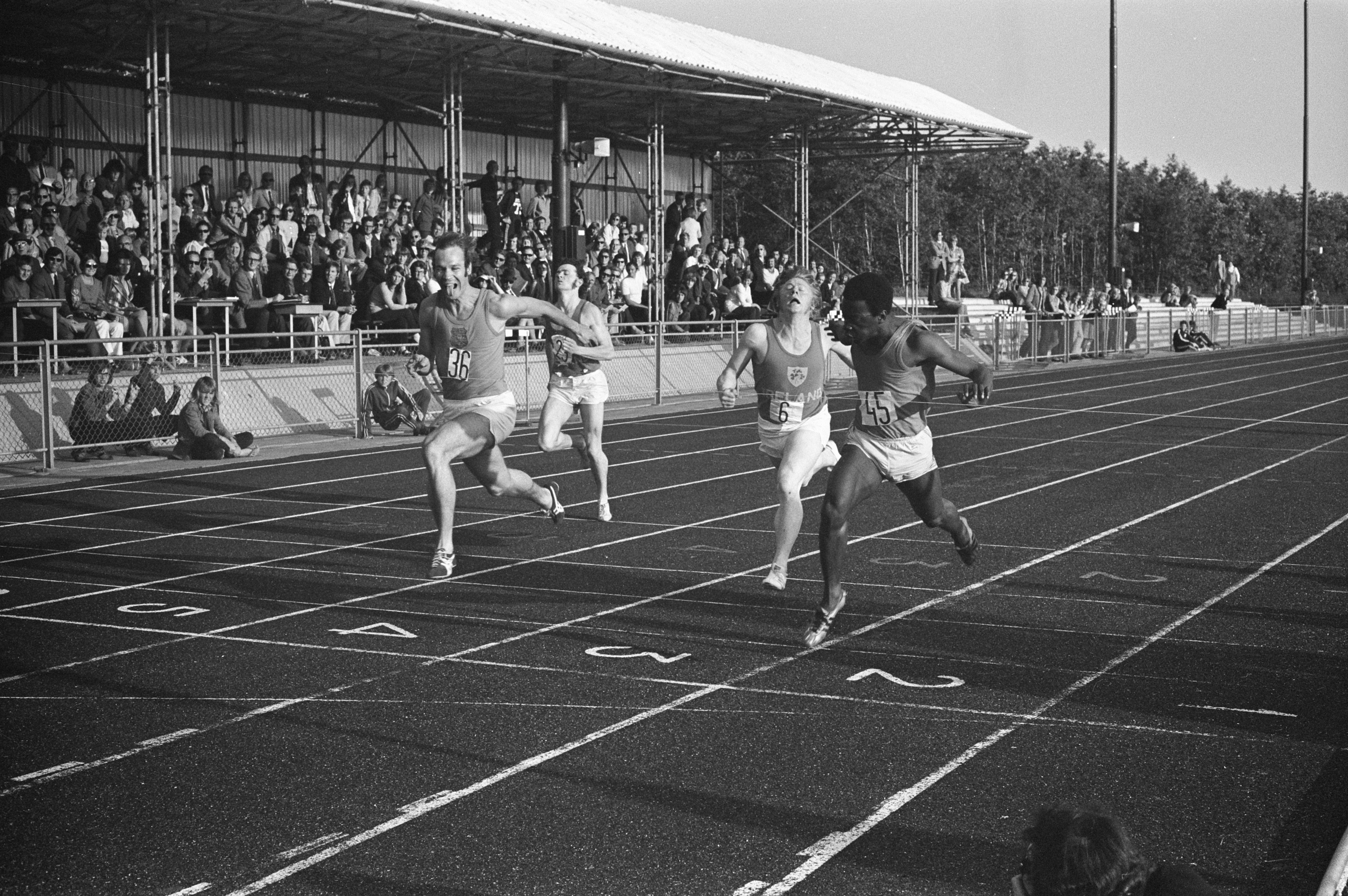
Monsels (ganz rechts) beim Niederländisch-Irland-Treffen in Drachten 1972.

Zwischen 1971 und 1983 gewann Monsels sieben niederländische Sprintwettbewerbe über 60 Meter (Halle) und die 100 und 200 Meter (Freiluft). Für die Niederlande trat Monsels bei den Halleneuropameisterschaften 1973 in Rotterdam über 60 Meter an, wo er Fünfter wurde. 1972 und 1976 trat er für Suriname bei den Olympischen Spielen an und erreichte jeweils die zweite Runde über 100 Meter in München und 200 Meter in Montreal. Er war auch Flaggenträger bei den Olympischen Spielen 1972. In den späten 1970ern Monsels beendete Monsels seine Wettkampfkarriere, kehrte jedoch Anfang der 1980er nochmals zurück. 1982 trat er für Suriname bei den Zentralamerika- und Karibikspielen in Havanna an.

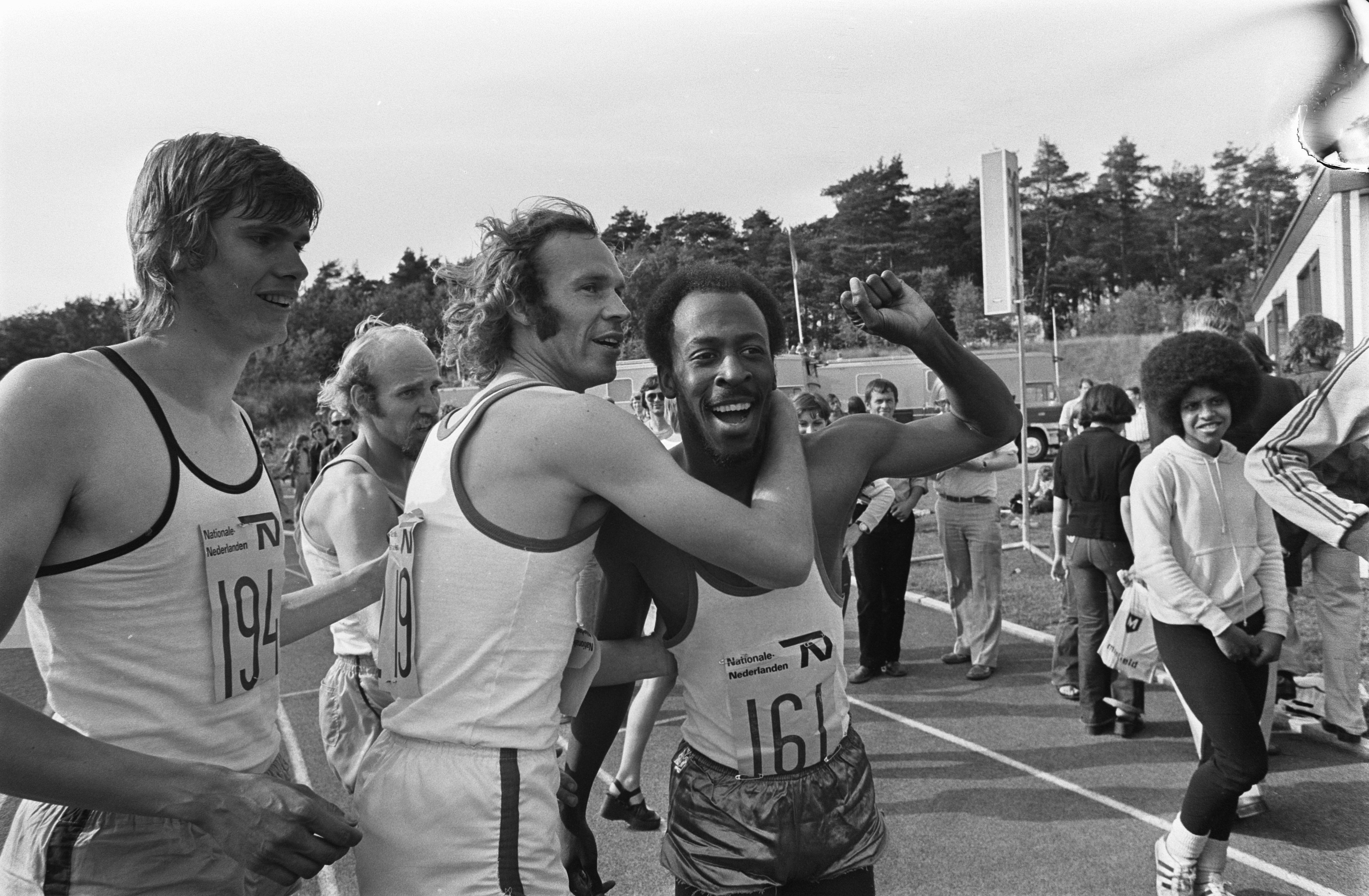
Monsels im Jahr 1975 nach dem Gewinn des niederländischen 200-Meter-Titels in Papendal.

Um 1990 trat Monsels noch in Wettbewerben bei den Niederländischen nationalen Hallenmeisterschaften in Den Haag an, wo er den dritten Platz über 60 Meter erreichte mit einer Zeit von 6,89 s, hinter Emiel Mellaard und Frank Perri.

## Militärzeit
1974 war Monsels Panzerfahrer in der königlich-niederländischen Armee. 1975 kehrte er aus den Niederlanden nach Suriname zurück, als das Land unabhängig wurde. Er wurde Sportlehrer in der surinamischen Armee. Nach dem Putsch 1980 („Sergeantencoup“) wurde er befördert und Sportchef der surinamischen Armee. 1983 fungierte er als Vermittler zwischen dem Diktator Desi Bouterse und dem im Exil lebenden ehemaligen Präsidenten Henk Chin A Sen. 1987 verließ er die surinamische Armee und zog in die Niederlande.

## Sänger
1988 veröffentlichte Monsels die Reggae-Pop Single „No Bombs, No Guns, All We Need Is Peace And Harmony“".

## Trainer
1992 gründete Monsels die Atletiek Vereniging Bijlmer, einen Leichtathletik-Club in Bijlmermeer und fungierte dort als Trainer und Präsident bis 1997. 1999 gründete er den Verein Continental Sport, wo er wieder als Trainer und Präsident auftrat.

## Dezember-Morde
In der Befragung durch den surinamesischen Richter Albert Ramnewash 2002 gab Monsels an, dass er am 8. Dezember 1982 in Fort Zeelandia gewesen sei, aber nicht in die Dezembermorde verstrickt sei.

## Niederländische Meisterschaften
Outdoor
| Distanz | Jahr       |
| ------- | ---------- |
| 100 m   | 1975, 1983 |
| 200 m   | 1972, 1975 |

Halle
| Distanz | Jahr             |
| ------- | ---------------- |
| 60 m    | 1971, 1972, 1973 |

## Persönliche Bestleistungen
| Distanz | Zeit    | Datum           | Ort      |
| ------- | ------- | --------------- | -------- |
| 100 m   | 10,49 s | 19. Juli 1981   | Nijmegen |
| 200 m   | 21,03 s | 26. August 1981 | Koblenz  |